# Kępice (gmina)
Kępice – gmina miejsko-wiejska w województwie pomorskim, w powiecie słupskim. W latach 1975–1998 gmina położona była w województwie słupskim.
Siedziba gminy to Kępice.
Według danych z 31 grudnia 2010 gminę zamieszkiwało 9419 osób. Natomiast według danych z 31 grudnia 2021 roku gminę zamieszkiwały 8888 osoby.

## Struktura powierzchni
Według danych z roku 2002 gmina Kępice ma obszar 293,43 km², w tym:
- użytki rolne: 31%
- użytki leśne: 61%

Gmina stanowi 12,74% powierzchni powiatu.

## Demografia

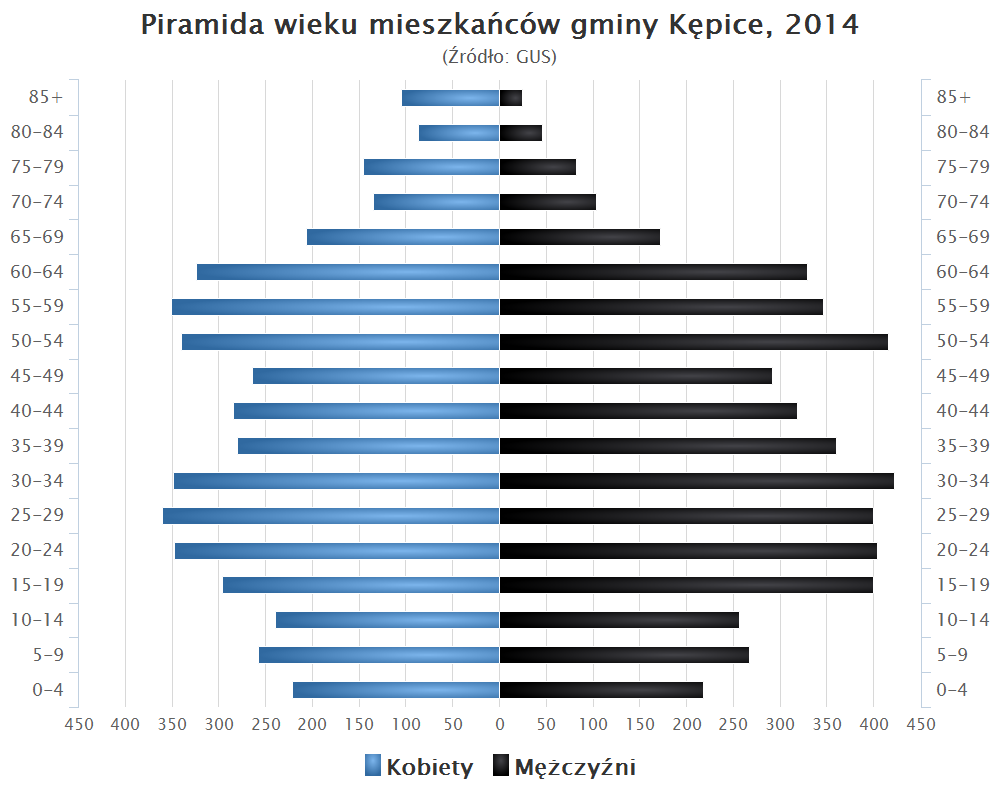
Piramida wieku mieszkańców gminy Kępice w 2014 roku

Dane z 30 czerwca 2004:
| Opis                              | Ogółem | Ogółem | Kobiety | Kobiety | Mężczyźni | Mężczyźni |
| --------------------------------- | ------ | ------ | ------- | ------- | --------- | --------- |
| jednostka                         | osób   | %      | osób    | %       | osób      | %         |
| populacja                         | 9713   | 100    | 4770    | 49,1    | 4943      | 50,9      |
| gęstość zaludnienia (mieszk./km²) | 33,1   | 33,1   | 16,3    | 16,3    | 16,8      | 16,8      |

## Ochrona przyrody
- Rezerwat przyrody Torfowisko Potoczek

## Miejscowości i ich i części
Miejscowości i ich części wymienia na terenie gminy 43  miejscowości podstawowe oraz 19 integralnych części miejscowości. Nazwy nieoficjalne, występujące tylko w bazie PRNG, w poniższym zestawieniu zaznaczono drukiem pochyłym (kursywą).

1. Barcino
  - Żelki
2. Barwino
  - Gościeradz
  - Mielęcino
3. Biesowice
4. Biesowice
5. Biesowiczki
6. Borzysław
7. Bronowo
  - Bronowo (leśniczówka)
  - Kolonia Bronowo
  - Kuźnik
8. Brzezinka
9. Chorowo
10. Chorówko
11. Ciecholub
12. Darnowo
  - Węgorzyno
  - Węgorzyno (leśniczówka)
13. Jabłoniec
14. Jabłonna
15. Kaczyno
16. Kawka
17. Kępice
  - Chomnica
  - Kępka
  - Kruszka
18. Korzybie
  - Barwinek
  - Osieczki
  - Zawistowo
19. Kotłowo
20. Lipnik
21. Łośnik
22. Łużki
23. Murowaniec
24. Mzdowiec
  - Rochów
25. Mzdowo
26. Mzdówko
27. Nakło
28. Obłęże
29. Osieki
30. Osowo
  - Rybakówka Osowo
31. Płocko
32. Podgóry
  - Kolonia Podgóry
33. Polichno
34. Potoczek
35. Przyjezierze
36. Przytocko (Osada)
37. Przytocko (wieś)
  - Kobuzie
38. Pustowo
39. Radzikowo
40. Suliszewo
41. Szoferajka
42. Warcino
43. Żelice
  - Żelice Dolne

## Sołectwa[9]
1. Barcino
2. Barwino
3. Biesowice
4. Bronowo
5. Ciecholub
6. Darnowo
7. Korzybie
8. Mzdowo
9. Obłęże
10. Osieki
11. Osowo
12. Płocko
13. Podgóry
14. Przytocko
15. Pustowo
16. Warcino
17. Żelice

## Sąsiednie gminy
Miastko, Polanów, Sławno, Kobylnica, Trzebielino